# تصویربرداری کنتراست فاز
تصویربرداری کنتراست فاز یک روش تصویربرداری است که دارای طیف گسترده‌ای از کاربردهای مختلف می‌باشد. در این روش اختلاف ضریب شکست مواد مختلف برای تمایز میان ساختارهای مورد مطالعه به کار گرفته می‌شود. در میکروسکوپ نوری معمولی، می‌توان از کنتراست فاز برای تمایز میان ساختارهای شفافیت مشابه و بررسی بلورها بر اساس دوشکستی آن‌ها استفاده کرد. این ویژگی در علوم زیست‌شناسی، پزشکی و زمین‌شناسی کاربرد دارد. در پرتونگاری مقطعی اشعه ایکس می‌توان از همین اصول فیزیکی برای افزایش کنتراست تصویر با برجسته کردن جزئیات کوچک ضریب شکست متفاوت در ساختارهایی که در غیر این صورت یکنواخت هستند، استفاده کرد. در میکروسکوپ الکترونی عبوری (TEM) ، کنتراست فاز تصویربرداری با وضوح بسیار بالا (HR) را امکان‌پذیر می‌سازد و این امکان را به ما می‌دهد تا مشخصه‌هایی را که فقط چند انگستروم از هم جدا هستند، تفکیک کنیم (در این مرحله بالاترین وضوح ۴۰ پیکومتر است).